# 卢氏县卖官案
卢氏县卖官案，发生于前卢氏县县委书记杜保乾执政时期的卖官事件，被称为是中华人民共和国成立以来最大规模的卖官事件，为三门峡系列腐败案的一部分。杜保乾于1996年-2001年担任卢氏县县委书记期间，卢氏县的民主政治风气受到严重破坏，卖官事件频出。杜保乾落马下台后，由于中国的政治体制和司法体制，并没有对这件事进行大规模的彻底追责，引起了当地人民群众的不满，也导致了贪官王战方和王振清的上台执政。王振伟担任县委书记后，致力于缓和干群矛盾，使卖官案的消极影响降到最低。

## 影响
卢氏县行贿买官风气酝酿于杜保乾的前任范中胜执政卢氏县时期，向县委书记杜保乾买官的人大多数都成了贪官污吏，这些人的大多数到最后并没有被追责，而是继续在卢氏县人民的头上作威作福，例如现卢氏县人民法院党组成员兼政治处主任马来营。现今，卢氏县因为中华人民共和国成立以来最大规模的卖官事件导致卢氏县成为中华人民共和国境内政治风气最不稳定的区域之一。从杜保乾算起，卢氏县有五任县委书记杜保乾，王振伟，王振清，王战方，王清华。五任县委书记有三任最终因贪污腐败下台，分别为杜保乾，王振清和王战方。